# Стваралаштво
Стваралаштво или креативност је способност стварања нечег новог вештином маште, било да је реч о новом решењу неког проблема, новом методу или направи, или новом уметничком предмету или форми. Овај термин обично се односи на богатство идеја и оригиналност размишљања, али и практичност рада.

## Дефиниција
У резимеу научног истраживања о стваралаштву, Мајкл Мамфорд сугерише: „У току последње деценије, међутим, изгледа да смо постигли општи договор да креативност укључује производњу нових, корисних производа” (Mumford, 2003, pp.&nbsp;110), или, према речима Роберта Стернберга, продукција „нечег оригиналног и вредног” Аутори су се драматично разишли у својим прецизним дефиницијама изван ових општих истоветности: Питер Меусбергер сматра да у литератури може бити пронађено преко сто различитих анализа. Илустрацијије ради, једна дефиниција коју је дао Е. Пол Торанс описала је креативност као „процес постајања осетљив на проблеме, недостатке, празнине у знању, недостајуће елементе, дисхармоније и тако даље; идентификовање потешкоће; трагања за решењима, прављеса претпоставки или формулисања хипотеза о недостацима: тестирање и поновно тестирање тих хипотеза и евентуално њихово модификовање и поновно тестирање; и на крају саопштавање резултата.”
Креативност се углавном разликује од иновације, нарочито када је нагласак на примени. На пример, Тереза Амабил и Прат (2016) креативност дефинишу као продукцију нових и корисних идеја а иновацију као примену креативних идеја, док OECD и Eurostat наводе да је „иновација више од нове идеје или проналаска. Иновација захтева имплементацију, били стављањем у активну употребу или стављањем на располагање другим странама, фирмама, појединцима или организацијама.”